# Carmen Lyra
Carmen Lyra (ur. 15 stycznia 1887, zm. 14 maja 1949) – pseudonim kostarykańskiej pisarki Maríi Isabel Carvajal Quesady. Była nauczycielką i założycielką pierwszej w kraju szkoły Montessori. Była współzałożycielką Komunistycznej Partii Kostaryki, a także jednego z ważniejszych związków zawodowych kobiet w kraju. Była pierwszą pisarką, która skrytykowała dominację firm handlujących owocami.

## Biografia
María Isabel Carvajal Quesada urodziła się 15 stycznia 1887 roku w San José w Kostaryce i uczęszczała do Wyższej Szkoły dla Dziewcząt, którą ukończyła w 1904 roku. Swoją pracę rozpoczęła w 1906 roku w szpitalu San Juan de Dios jako nowicjuszka. Jednak po pewnym czasie stwierdziła, że życie religijne nie jest jej prawdziwym powołaniem i rozpoczęła pracę jako nauczycielka i pisarka. Zaczęła wysyłać swoje artykuły do gazet, takich jak Diario de Costa Rica, La Hora i La Tribuna oraz magazynów Ariel, Athenea i Pandemonium.
W 1918 roku wydała swoją pierwszą powieść En una silla de ruedas (Na wózku inwalidzkim), która przedstawia narodowe obyczaje i zachowania z perspektywy sparaliżowanego chłopca, który wyrasta na artystę. Dzieło przeplatane jest dużą dozą sentymentalizmu oraz wzmiankami o życiu bohemy San Jose. W 1919 roku, w trakcie protestu nauczycieli przeciwko dyktaturze Federico Tinoco Granadosa, Lyra przewodniczyła tłumowi i wzniecając jego gniew, skłoniła go do spalenia rządowego biura prasowego. Udało jej się uciec przed policją w przebraniu sprzedawcy gazet. W 1920 roku wydała swoją najbardziej znaną pracę Los Cuentos de Mi Tia Panchita (Opowieści mojej Cioci Panchity), zbiór opowieści ludowych.
Po upadku dyktatury, otrzymała stypendium zagraniczne, na Sorbonie, w Apex, a także odwiedziła szkoły we Włoszech i Anglii, aby ocenić metody pedagogiczne stosowane w Europie. W 1921 roku wróciła do San José, aby kierować Wydziałem Literatury Dziecięcej w Standardowej Szkole Kostaryki. W 1926 Lyra założyła i kierowała pierwszym przedszkolem Montessori, ucząc najbiedniejszych uczniów San José. Dom Lyry stał się miejscem spotkań intelektualistów i pisarzy, a jej przekonania polityczne coraz bardziej przesuwały się w lewą stronę. W 1931 roku wraz z Manuelem Morą Valverde założyła Komunistyczną Partię Kostaryki. Dołączyli do niej koledzy, nauczyciele: María Alfaro de Mata, Odilia Castro Hidalgo, Adela Ferreto, Angela García, Luisa González, Stella Peralta, Emilia Prieto, Lilia Ramos, Esther Silva i Hortensia Zelaya. Kobiety zostały zwerbowane w Standardowej Szkole, aby rzucić wyzwanie społeczeństwu zbudowanemu na przywilejach i rolach kobiet ograniczonych do domu, małżeństwa i macierzyństwa. W tym samym roku Lyra i Luisa González utworzyły Jedyny Związek Pracujących Kobiet i zasugerowały utworzenie związku dla Nauczycieli Kostaryki, który został utworzony dopiero w 1939 r. przez Odilię Castro.
W 1931 roku opublikowała Bananos y Hombres (Banany i Mężczyźni) przewidując faktyczny strajk robotników plantacji bananowych z 1934 r., zorganizowany przez partię komunistyczną, w którym Lyra odegrała znaczącą rolę. Gdy jej polityka i działalność stały się bardziej radykalne, kobieta została usunięta ze stanowisk nauczycielskich, a w 1948 roku, po zakończeniu wojny domowej w Kostaryce, kiedy José Figueres Ferrer zdelegalizował partię komunistyczną, została zesłana na wygnanie do Meksyku. Pomimo wielokrotnych próśb o pozwolenie na powrót do domu z powodu choroby, Lyrze odmówiono i zmarła w Mieście Meksyk 14 maja 1949 roku.
W 2005 roku Lyra została uhonorowana miejscem w La Galería de las Mujeres de Costa Rica (Galeria Kobiet Kostaryki). Od 2010 roku Lyra Carmen jest przedstawiana na banknocie dwudziestotysięcznym, a jej twórczość jest inspiracją dla wielu pisarzy i artystów o czym świadczyć może powstanie w 2011 roku sztuki interdyscyplinarnej w Teatro Nacional o tytule Homenaje a Carmen Lyra (Hołd dla Carmen Lyry).

## Książki
- En una silla de ruedas (1918)
- Fantazje Juana Silvestre’a (1918)
- Cuentos De Mi Tia Panchita (1920) – wydanie w miękkiej oprawie (2000) Redakcja Kostaryka, ISBN 9977-23-135-4.
- Banany Y Hombres (1931)

## Dalsza lektura
- Wywrotowy głos Carmen Lyra: wybrane prace, tr. Elizabeth Rosa Horan, University Press of Florida (2000),
- Luisa González i Carlos Luis Sáenz, Carmen Lyra, San José: EUNED (1998) ISBN 9977-64-914-6 – w języku hiszpańskim

## Źródła
- Daniel Balderston, Encyklopedia literatury latynoamerykańskiej i karaibskiej XX wieku, 1900–2003 (Encyklopedie kultury współczesnej), Routledge (2004), ISBN 0-415-30687-6.
- Carmen Lyra, Revista Comunicación, Instituto Tecnológico de Costa Rica – bio w języku hiszpańskim
- Banco Central presentó hoy los nuevos billetes  – w języku hiszpańskim